# Cap de Crist
El Cap de Crist és una talla en alabastre amb restes de policromia i daurat, obra de Jaume Cascalls, un dels escultors més rellevants del segle xiv a Catalunya. Cascalls va estar vinculat durant gairebé trenta anys al projecte del panteó reial de Poblet del rei Pere el Cerimoniós i a altres grans empreses del període així ho avala.
Ara com ara, d'acord amb criteris estilístics, se li atribueix la realització d'aquest «Cap de Crist», que devia formar part d'un grup escultòric del Sant Sepulcre, presumiblement provinent de l'església del convent de Sant Agustí Vell de Barcelona que, segons descripcions antigues, van fer construir els paraires i els tintorers sota l'advocació del Corpus Christi el 1352.
La fractura del coll permet suposar que pertanyia a un Crist jacent de cos sencer, com el conservat a l'Església de Sant Feliu de Girona i adscrit també a Cascalls. Les semblances corresponen a la temàtica d'ambdues obres, al seu tractament naturalista i també a qüestions d'ordre estilístic. En aquesta peça cal destacar determinats recursos materials com l'addició de punxes d'esbarzer per tal d'intensificar l'efecte dramàtic de la testa coronada d'espines.